# Йорк, Филипп, 3-й граф Хардвик

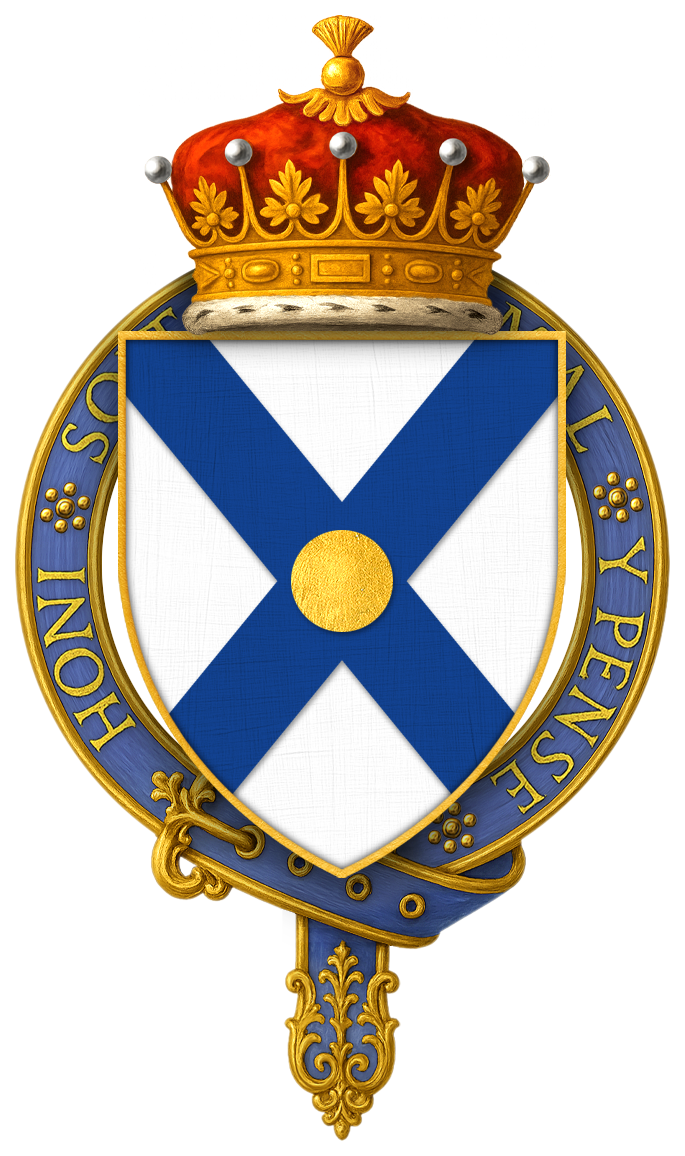
Герб Филиппа Йорка, 3-го графа Хардвика

Филипп Йорк, 3-й граф Хардвик (англ. Philip Yorke, 3nd Earl of Hardwicke; 31 мая 1757 — 18 ноября 1834) — британский политик. Он был известен как Филипп Йорк с 1757 по 1790 год.

## Биография
Филипп Йорк родился 31 мая 1757 года в Кембридже, Англия. Старший сын Достопочтенного Чарльза Йорка (1722—1770), лорда-канцлера Великобритании, и его первой жены Кэтрин Фримен (1736—1759). Он получил образование в школе Харроу и Куинс-колледже в Кембридже.
В январе 1788 года его дядя Филипп Йорк, 2-й граф Хардвик, занимавший пост лорда-лейтенанта Кембриджшира, назначил его полковником Кембриджширской милиции, и эту должность он занимал в течение многих лет, даже после того, как сам стал лордом-лейтенантом.

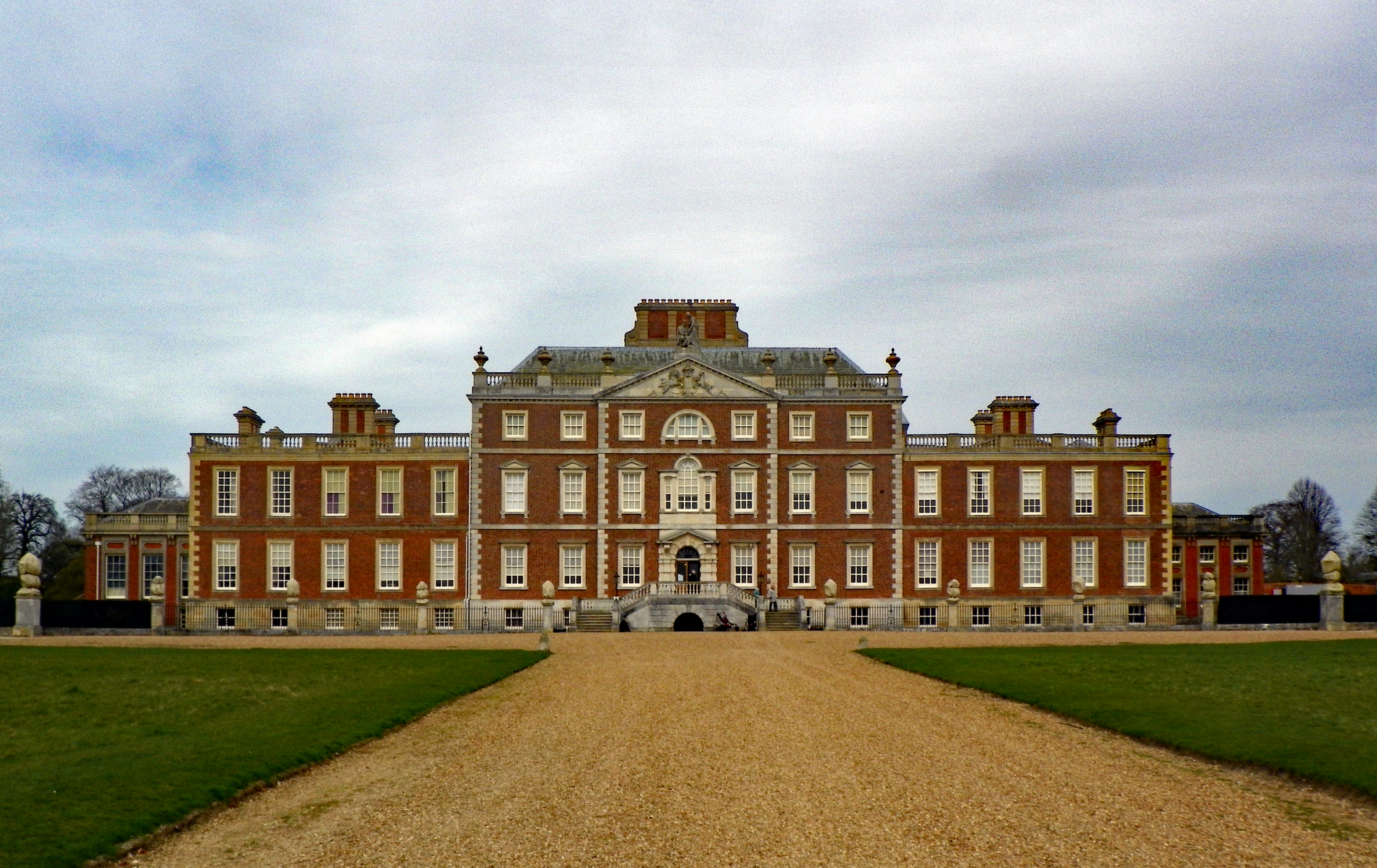
Уимпол-Холл

С 1780 по 1790 год Филипп Йорк заседал в Палате общин Великобритании от Кембриджшира.
16 мая 1790 года после смерти своего дяди, Филиппа Йорка, 2-го графа Хардвика, не оставившего мужских потомков, Филипп Йорк унаследовал титулы 3-го графа Хардвика, виконта Ройстона (Кембриджшир) и 3-го барона Хардвика из Хардвика (Глостершир), став членом Палаты лордов Великобритании. Он также занимал должность лорда-лейтенанта Кембриджшира в 1790—1834 годах.
Лорд Хардвик занимал должность лорда-лейтенанта Ирландии в правительстве Уильяма Питта Младшего в 1801—1806 годах, поддерживал католическую эмансипацию. С 1801 году член Тайного совета Великобритании. Кавалер Ордена Подвязки в 1803 году и член Лондонского Королевского общества.

## Семья

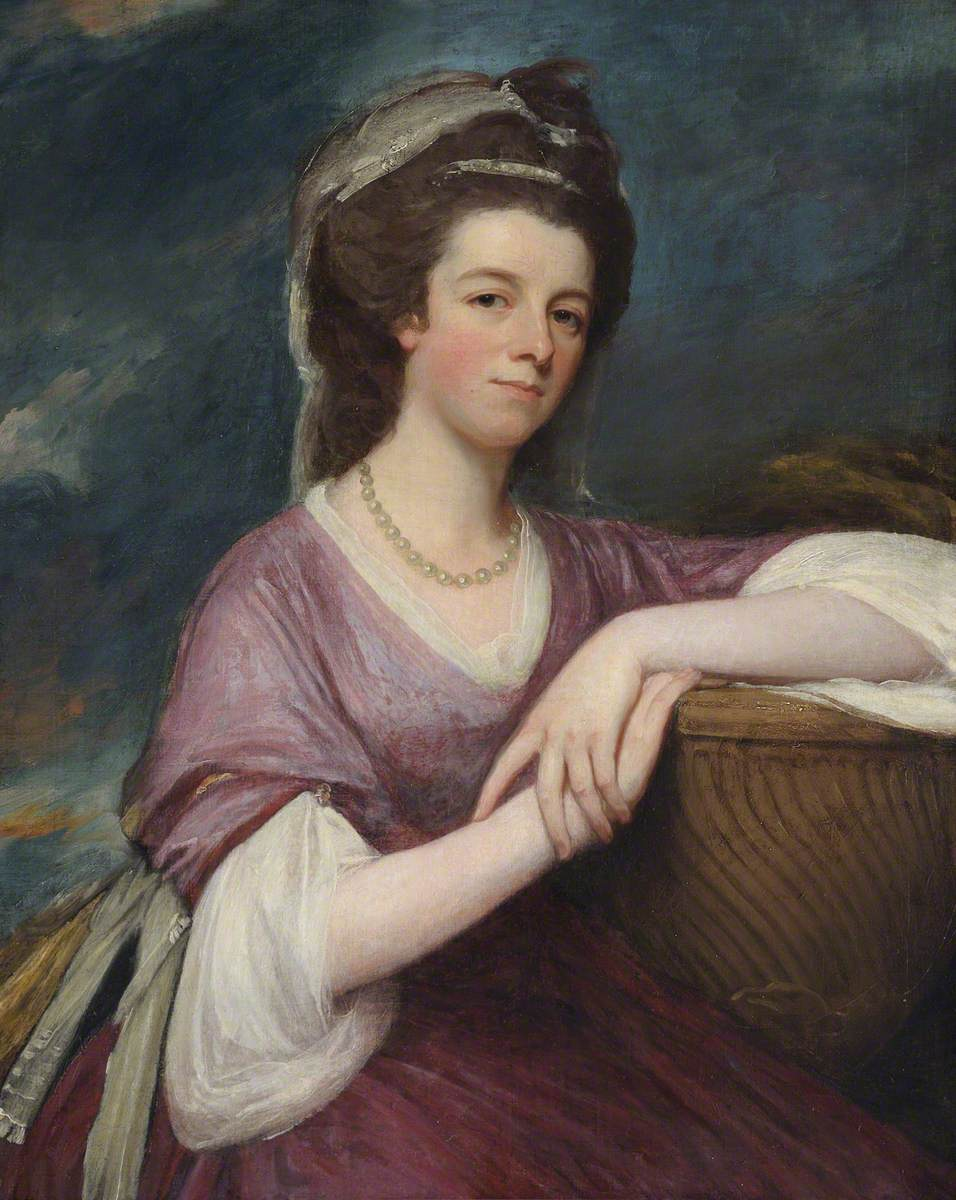
Леди Элизабет Линдси, супруга Филиппа Йорка, 3-го графа Хардвика

24 июля 1782 года лорд Хардвик женился на леди Элизабет Линдси (1 октября 1763 — 26 мая 1858), дочери Джеймса Линдси, 5-го графа Балкарреса (1691—1768) и Энн Дэлримпл. У супругов было четыре сына и четыре дочери:
- Филипп Йорк, виконт Ройстон[англ.] (7 мая 1784 — 4 апреля 1808), член Палаты общин от Райгита, погиб в море у Любека.
- Леди Энн Йорк (1783-17 июля 1870), в 1807 году она вышла замуж за Джона Сэвила, 3-го графа Мексборо
- Леди Кэтрин Фриман Йорк (14 апреля 1786 — 8 июля 1863), в 1811 году она вышла замуж за Дю Пре Александра, 2-го графа Каледона[англ.]
- Чарльз Йорк (23 августа 1787 — 28 декабря 1791)
- Леди Элизабет Маргарет Йорк (1789 — 23 июня 1867), в 1816 году она вышла замуж за Чарльза Стюарта, 1-го барона Стюарта де Ротсей
- Леди Кэролайн Гарриет Йорк (15 октября 1794 — 27 мая 1873), в 1815 году она вышла замуж за Джона Сомерс-Кокса, 2-го графа Сомерса[англ.]
- Чарльз Джеймс Йорк, виконт Ройстон (14 июля 1797 — 30 апреля 1810), умер в Уимполе от скарлатины.
- Джозеф Джон Йорк (12 августа 1800 — март 1801).

Лорд Хардвик умер 18 ноября 1834 года в возрасте 77 лет и был похоронен в церкви Святого Андрея в Уимполе, Кембриджшир, в гробнице Ричарда Уэстмакотта Младшего. Поскольку у него не осталось потомков мужского пола, ему наследовал графство его племянник Чарльз. Леди Хардвик умерла 26 мая 1858 года в возрасте 94 лет.